# Dorothy Cumming
Dorothy Cumming (parfois créditée Dorothy Cummings) est une actrice australienne, née le 12 avril 1895 à Burrows (Nouvelle-Galles du Sud), morte le 10 décembre 1983 à New York (État de New York).

## Biographie
Après des débuts au théâtre et au cinéma (un film australien sorti en 1915) dans son pays natal, Dorothy Cumming s'installe définitivement aux États-Unis. Son premier film américain est Snow White de J. Searle Dawley, sorti en 1916, avec Marguerite Clark et Creighton Hale.
Jusqu'en 1929 (année où elle se retire de l'écran), elle contribue en tout à trente-sept films muets, le premier australien donc, les suivants américains, sauf deux britanniques. Son unique parlant (si l'on excepte un caméo dans un autre) est le film musical Applause (1929) de Rouben Mamoulian, avec Helen Morgan.
Parmi ses films notables, mentionnons Le Réquisitoire (1922, avec Leatrice Joy et Thomas Meighan) et Le Roi des rois (1927, avec H. B. Warner personnifiant Jésus-Christ, elle-même interprétant Marie de Nazareth), réalisés par Cecil B. DeMille, ainsi que Le Vent (avec Lillian Gish et Lars Hanson) et La Femme divine (avec Greta Garbo et Lars Hanson), réalisés par Victor Sjöström et sortis en 1928.
Aux États-Unis, Dorothy Cumming joue au théâtre à Broadway (New York) dans deux pièces, d'abord en 1918-1919, puis en 1929. Elle revient à Broadway en 1939, cette fois comme dramaturge et metteur en scène (expérience unique).

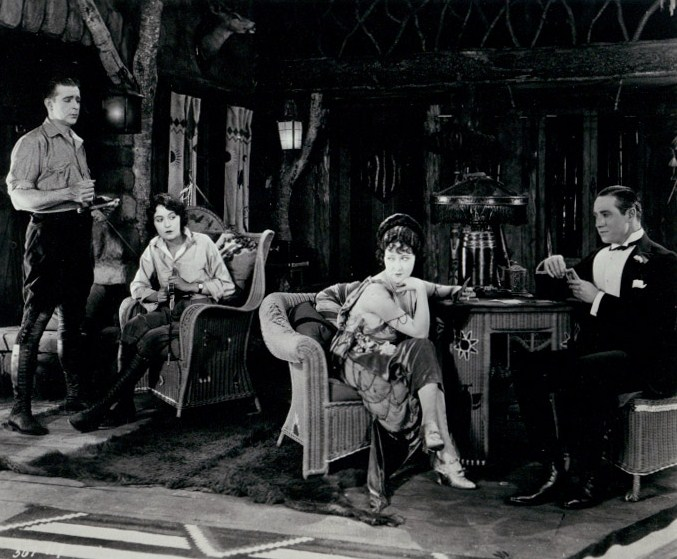
De g. à d. : Wallace Reid, Dorothy Cumming, Gloria Swanson et Elliott Dexter, dans Don't Tell Everything (1921).

## Filmographie partielle
(films américains, sauf mention contraire)
- 1915 : Within Our Gates de Frank Harvey (film australien)
- 1916 : Snow White de J. Searle Dawley
- 1920 : Idole d'argile (en) (Idols of Clay) de George Fitzmaurice
- 1920 : Notorious Miss Lisle de James Young
- 1920 : The Woman and the Puppet de Reginald Barker
- 1920 : The Notorious Mrs. Sands de Christy Cabanne
- 1921 : Faut-il avouer ? (Don't Tell Everything), de Sam Wood
- 1921 : Ladies Must Live de George Loane Tucker
- 1922 : Le Réquisitoire (Manslaughter) de Cecil B. DeMille
- 1922 : The Man from Home de George Fitzmaurice (film britannique)
- 1923 : La Flétrissure (The Cheat) de George Fitzmaurice
- 1923 : The Self Made-Wife de John Francis Dillon
- 1923 : Twenty-One de John S. Robertson
- 1924 : Nellie, the Beautiful Cloak Model d'Emmett J. Flynn
- 1924 : The Next Corner de Sam Wood
- 1925 : Le Masque brisé (One Way Street) de John Francis Dillon
- 1925 : A Kiss for Cinderella d'Herbert Brenon
- 1925 : Manucure (The Manicure Girl) de Frank Tuttle
- 1925 : Le Prix d'une folie (The Coast of Folly) d'Allan Dwan
- 1925 : The New Commandment d'Howard Higgin
- 1926 : Mademoiselle Modiste (titre original) de Robert Z. Leonard
- 1926 : Femmes d'aujourd'hui (Butterflies in the Rain) d'Edward Sloman
- 1926 : Les Amis de nos maris (For Wives Only) de Victor Heerman
- 1926 : Dancing Mothers de Herbert Brenon
- 1927 : Le Roi des rois (King of Kings) de Cecil B. DeMille
- 1927 : In Old Kentucky de John M. Stahl
- 1928 : Le Vent (The Wind) de Victor Sjöström
- 1928 : Le Suprême Rendez-vous (Forbidden Hours) d'Harry Beaumont
- 1928 : La Femme divine (The Divine Woman) de Victor Sjöström
- 1928 : Life's Mockery de Robert F. Hill
- 1928 : Les Nouvelles Vierges (Our Dancing Daughters) de Harry Beaumont
- 1929 : La Divine Lady (The Divine Lady) de Frank Lloyd
- 1929 : La Chanson de Paris (Innocents of Paris) de Richard Wallace (caméo)
- 1929 : Kitty de Victor Saville (film britannique)
- 1929 : Applause de Rouben Mamoulian

## Théâtre (à Broadway)
- 1918-1919 : Tiger, Tiger ! d'Edward Knoblauch, production de David Belasco, avec Lionel Atwill (comme actrice)
- 1929 : Judas de Walter Ferris et Basil Rathbone, mise en scène de Richard Boleslawski, avec Robert Barrat, Charles Halton, Basil Rathbone (comme actrice)
- 1939 : The Human Brown, avec Harold Young (comme auteur et metteur en scène)